# Mandu-guk
Mandu-guk (tiếng Hàn: 만두국, 饅頭-) hay súp dumpling là một món súp Hàn Quốc (guk) được làm bằng cách luộc mandu trong nước dùng thịt bò hoặc nước dùng cá cơm trộn với trứng đánh.

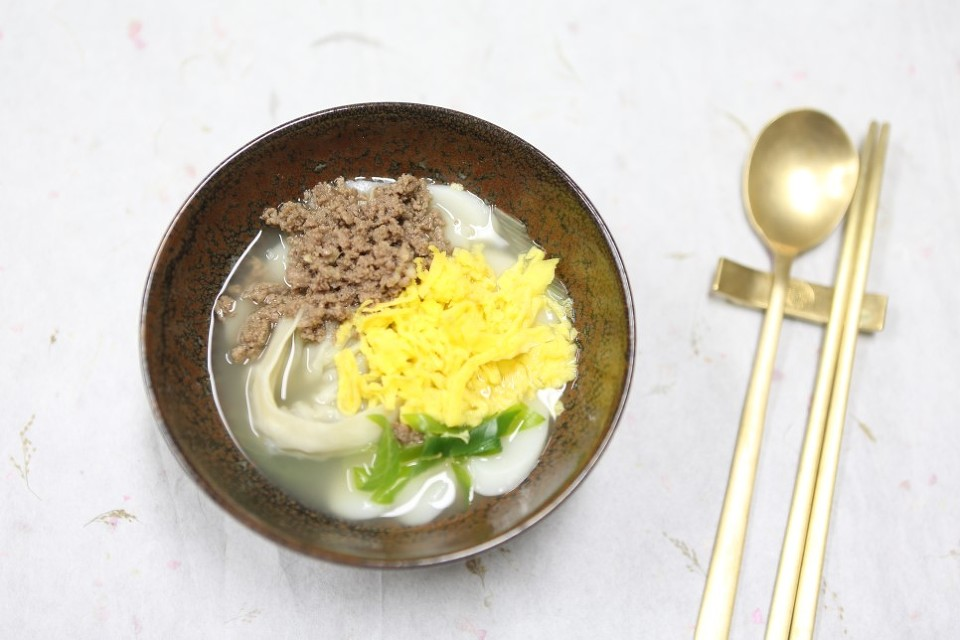
Tteok-mandu-guk (bánh gạo cắt lát và súp dumpling)